# 岩村昇
岩村 昇（いわむら のぼる、1927年5月26日 - 2005年11月27日）は、日本の医学者、医師。愛媛県宇和島市出身。

## 経歴
旧制愛媛県立宇和島中学校から旧制広島高等工業学校へ進学。2年生の時に広島で被爆したことから医療の道に進むことを決意。1947年に旧制松山高等学校に編入。1954年に旧制米子医科大学（現・鳥取大学医学部）を卒業。鳥取大学医学部助教授を経て、日本で最初に設立された国際協力NGOの一つである日本キリスト教海外医療協力会（JOCS）からの派遣ワーカーとして、1962年ネパールに赴任した。
当時国民の平均寿命が37歳というネパールで、以後18年間、結核・ハンセン病・マラリア・コレラ・天然痘・赤痢等の伝染病の治療予防として栄養改善のために、岩村（旧姓：門脇）史子夫人と共に活躍し、「ネパールの赤ひげ」と呼ばれた。帰国後、神戸大学医学部教授として教鞭をとる。
「アジアのノーベル賞」と呼ばれるマグサイサイ賞を受賞した。
2005年11月27日、呼吸不全で逝去。享年78

## 書籍
- 岩村昇 『ネパールの「赤ひげ」は語る』 （岩波ブックレット） 1986年、ISBN 978-4000030113
- 岩村昇 『ネパールの碧い空　草の根の人々と生きる医師の記録』 （講談社） 1983年、ISBN 978-4061268852
- 岩村昇・岩村史子 『山の上にある病院―ネパールに使いして』 （新教出版社） 1965年、ASIN B000JAD3ZK
- 岩村昇 『誕生日 ―  ケロイドの女』（戯曲） 　1992年に小倉道雄によってエスペラントに訳されている。
- 田村光三 『岩村昇―ネパールの人々と共に歩んだ医師 （ひかりをかかげて）』（日本基督教団出版局）2013年、ISBN 978-4818408623
- 大西伝一郎 『友情の切手は、ヒマラヤのふもとへ―ネパールの岩村昇博士』（文溪堂） 1996年、ISBN 978-4894231382
- 内山三郎 『遠い空、近い国そしてネパール―草の根の人たちと生きる岩村昇博士』（手をつなぐ中学生の本）（民衆社） 1984年、ASIN B000J781SW